# Vic Metcalfe
Victor "Vic" Metcalfe (født 3. februar 1922, død 6. april 2003) var en engelsk fodboldspiller (wing).
Metcalfe spillede 12 sæsoner hos Huddersfield Town, som han spillede mere end 400 ligakampe for. Han sluttede karrieren med to sæsoner hos Hull City.
Metcalfe spillede desuden to kampe for Englands landshold, to venskabskampe mod henholdsvis Argentina og Portugal i 1951.